# Filippo Mennuni
Filippo Mennuni (Corato, 24 luglio 1962) è un velista italiano con all'attivo navigazioni oceaniche di grande interesse velico.
Attivo come blogger nel settore velico, giornalista web e realizzatore di documentari e filmati sul mare.

## Biografia
Nato a Corato, in provincia di Bari, da una famiglia di profughi dalla Libia, è cresciuto prima a Luino, sul Lago Maggiore, e poi a Varese, dove ha compiuto i suoi studi. Si avvicina al mare intorno ai vent'anni, durante il periodo del servizio militare effettuato in Marina. Imbarcato su Fregata Libeccio, scopre presto di preferire attività meno belliche e chiede il trasferimento su una nave idrografica (Nave Mirto). È il momento della scoperta della passione per la navigazione e la ricerca.
Dal 1986, inizia una serie di navigazioni che dal Mediterraneo lo porteranno su tutti i mari del globo. Dopo i primi due anni di imbarco sul Mariette, schooner a due alberi d'epoca comandato da Eric Pascoli e appartenente alla famiglia Rizzoli, alterna la vita di mare con episodi professionali a terra. Dal 1996, diventa la sua principale attività.
Lavora come skipper e poi comandante per le principali agenzie di charter internazionale, dividendo le stagioni tra il Mediterraneo e i Caraibi. Si specializza nelle lunghe navigazioni d'altura compiendo varie traversate atlantiche e matura professionalmente. L'esperienza acquisita in barca si tramuta presto in opportunità lavorative e questo sarà sostanziale per tutto quello che intraprenderà in seguito.
Gli anni dal 1997 al 2005 lo vedono spessissimo in mare, tra comandi prestigiosi e regate. È in questo periodo che si consolida l'amicizia con Cino Ricci, skipper di Azzurra (prima sfida italiana alla Coppa America). Collaborerà con lui alla realizzazione di alcune edizioni del Giro vela e del Giro di Corsica e Sardegna, il giro d'Italia a vela che rappresenta il principale avvenimento sportivo della stagione velica italiana. Ad un paio di edizioni partecipa con una propria barca e un proprio equipaggio.
Nel 2005 avviene la svolta definitiva che trasformerà lo skipper in navigatore. L'incontro con Patrizio Roversi e Syusy Blady, personaggi televisivi in gran voga sul canale nazionale Rai Tre con una trasmissione cult del viaggio: Turisti per caso.
Assume il comando dell'imbarcazione protagonista della trasmissione e inizia un periodo di navigazioni oceaniche che lo porteranno, tra le altre, a ripercorrere la rotta del Beagle, il brigantino sul quale Darwin compì la sua storica navigazione nel XIX secolo. Seguiranno varie navigazioni con obiettivi divulgativi e scientifici anche in collaborazione con istituti di ricerca internazionale come il CERN di Ginevra, il NOCS di Southampton, l'INFN italiano.
Nell'estate del 2009 imbarca come terzo di bordo (premier lieutenent) su La Boudeuse, goletta a tre alberi a vele quadre di bandiera francese. L'ultima grande nave a vela a compiere ancora oggi missioni scientifiche e oceanografiche intorno al mondo. A fine novembre dello stesso anno salpano per una importante missione di riconoscimento dei grandi fiumi navigabili sud americani (Rio delle Amazzoni, Orinoco e Rio Paranà). Dopo aver attraversato l'Oceano Atlantico l'equipaggio, accompagnato da una decina di scienziati e ricercatori, passa diversi mesi in Guyana francese, compiendo esplorazioni lungo la coste e addentrandosi nella foresta ancora inesplorata per oltre il 70 percento della sua superficie.
Al suo ritorno in Italia, nel 2010, inizia la collaborazione con Nanni Acquarone per la realizzazione del progetto Best Explorer, la prima barca italiana a compiere il difficile Passaggio a Nord Ovest, tra i ghiacci del Mare Artico e la costa settentrionale dell'America. Partiti il 1 giugno 2012 da Tromsø, in Norvegia, concludono felicemente la loro navigazione il 14 ottobre a King Cove, sulla costa oceanica dell'Alaska, essendo il primo equipaggio e la prima barca italiana a compiere tale pericolosa navigazione. L'importanza del successo è sottolineato dalle dichiarazioni ufficiali del presidente della Repubblica Italiana, Giorgio Napolitano, e dal Ministro della Difesa Giampaolo Di Paola.